# Ejhdeha Vared Mishavad!
Ejhdeha Vared Mishavad! (Engels: A Dragon Arrives!) is een Iraanse film uit 2016, geschreven en geregisseerd door Mani Haghighi. De film ging op 19 februari in première op het Internationaal filmfestival van Berlijn.

## Verhaal
Een oranje Chevrolet Impala rijdt door een kerkhof, op weg naar een verlaten scheepswrak in het midden van een woestijnlandschap. Het is 22 januari 1965, één dag nadat de Iraanse premier doodgeschoten werd voor het parlementsgebouw. Binnen in het wrak heeft een verbannen politiek gevangene zichzelf opgehangen en de muren zijn bedekt met dagboekaantekeningen, literaire citaten en vreemde symbolen. Politie-inspecteur Babak Hafezi leidt het onderzoek en onderzoekt ook waarom er altijd een aardbeving plaatsvindt wanneer er iemand begraven wordt in deze begraafplaats in de woestijn. Hafizi begint zijn onderzoek op het oude eiland Qeshm in de Perzische Golf, geassisteerd door een geluidstechnicus en een geoloog. Vijftig jaar later wordt een doos met het volledige bewijsmateriaal samen met bandopnames gevonden. Volgens de inhoud wordt het duidelijk dat de inspecteur en zijn collega’s werden aangehouden.

## Rolverdeling
| Acteur              | Personage        |
| ------------------- | ---------------- |
| Amir Jadidi         | Babak Hafizi     |
| Homayoun Ghanizadeh | Behnam Shokouhi  |
| Ehsan Goudarzi      | Keyvan Haddad    |
| Kiana Tajammol      | Sharzad Besharat |
| Nader Fallah        | Almas            |
| Ali Bagheri         | Javad Charaki    |
| Kamran Safamanesh   | Saeed Jahangiri  |
| Javad Ansari        | Darshan          |